# Harmanlı, Karapürçek
Harmanlı là một xã thuộc quận Karapürçek, tỉnh Sakarya, Thổ Nhĩ Kỳ. Dân số thời điểm năm 2008 là 150 người.